# Live at the BBC (album, Electric Light Orchestra)
Live at the BBC je koncertní dvojalbum britské rockové skupiny Electric Light Orchestra, nahrané v 70. letech 20. století a vydané v roce 1999.

## Seznam skladeb
Všechny skladby napsal Jeff Lynne, výjimky jsou uvedeny.

### Disk 1
1. "From the Sun to the World"
2. "Kuiama"
3. "In the Hall of the Mountain King" (Grieg)
4. "Roll Over Beethoven" (Berry)
5. "King of the Universe"
6. "Bluebird is Dead"
7. "Oh No Not Susan"
8. "New World Rising"
9. "Violin Solo / Orange Blossom Special" (Kaminski / Rouse)
10. "In the Hall of the Mountain King" (1974) (Grieg)
11. "Great Balls of Fire" (Hammer / Blackwell)

### Disk 2
1. "Fire on High"
2. "Poker"
3. "Nightrider"
4. Medley – On the Third Day
5. "Showdown"
6. "Eldorado Overture" / "Can't Get It Out of My Head"
7. "Poor Boy (The Greenwood)"
8. "Illusions in G Major"
9. "Strange Magic"
10. "Evil Woman"
11. "Ma-Ma-Ma Belle"